# 塔維斯托克 (新澤西州)
塔維斯托克（英語：Tavistock）是位於美國新澤西州康登縣的自治市鎮。

## 人口
根據2020年美國人口普查的數據，塔維斯托克的面積為0.71平方千米，皆為陸地。當地共有人口9人，而人口密度為每平方千米13人。